# اتحاد المسلمين الكنديين
اتحاد المسلمين الكنديين (Canadian Muslim Union)

## تعريفها
اتحاد المسلمين الكنديين منظمة شعبية غير ربحية تأسست في 20 من شهر أوت 2006 توفر صوتا للمسلمين الذين يسعون إلى منح رؤية تقدمية للإسلام، بنظر المنظمة فإن الميثاق الكندي للحقوق والحريات و الدستور الكندي لهما الأمية البالغة في متابعة تلك الرؤية.

## ميثاقها
- الإيمان بمجتمع تقدمي، حر، ديمقراطي له الحرية في ممارسة ديانته.
- الرغبة في أن تكون مجتمعاتنا مساهمة في تطوير مجتمع عادل وديمقراطي في كندا.
- العمل على إشراك الفئة المسلمة في الأمور التي تخص حقوق الإنسان، الكرامة الإنسانية، العدالة الاجتماعية والرؤى التقدمية لللإسلام.
- السعي لغرس الفرح والأمان و تمكين المسلمين الكنديين من الاعتراف بهوياتهم بحرية.
- العمل على فصل الدين عن الدولة واحترام هذا الخيار في جميع المجالات السياسية العامة للدولة.
- معارضة التعصب والتطرف الذي يمس بعض العناصر داخل المجتمع المسلم.
- الاعتقاد أن المساواة بين الرجل والمرأة أمر ضروري ويجب أن ينتهج في المساجد والمجتمع.
- العمل على بناء مجتمع حر بعيد عن العنصرية والتعصب و الجهل.
- العمل على بناء عالم تكون فيه الديانة قوة تنوير وديمقراطية بدلا من الكراهية والقهر.

## بنود الاتحاد
بعض بنود الاتحاد:
- التسمية: الاتحاد المسلم الكندي.
- هدفها: الغرض من الاتحاد هو تعزيز المثل العليا والرؤى الواردة في الميثاق.
- العضوية:

1. يجب توفر شرطي الإسلام والإقامة في كندا.
2. يجوز للمجلس تفويض كل شخص ترى أنه يجلب الفائدة للإتحاد كما أنه بإمكانه إقصاء من ترى أنه يسيء أو يعرقل سيره.

- الاجتماعات:

1. يعقد مجلس سنوي لمجلس الإدارة يشمل الأنشطة التالية:

التقارير السنوية للرئيس، أمين العضوية ومدير المالية.
انتخاب الرئيس التنفيذي لللإتحاد
- اجتماعات أخرى:

تعقد بطلب من السلطة التنفيذية
بناء على طلب أكثر من ربع أعضاء المجلس.
- ترسل الإشعارات بالاجتماعات قبل 14 يوما على الأقل من انعقاد الاجتماعات.
- يشترط لانعقاد الاجتماع حضور 25 % من أعضاء المجلس.
- يوزع محضر الاجتماع إلكترونيا على أعضاء الإتحادية.

## السلطة التنفيذية
تتكون السلطة التنفيذية من: 
- الرئيس
- نائب الرئيس
- المحامي
- الأمين العام
- أمين العضوية
- المدير المالي

للمزيد من المعلومات حول الإسلام في كندا اقرأ

## وصلات خارجية
http://www.muslimunion.ca/[وصلة مكسورة]